# Wejherowie herbu Skarzyna
Wejherowie herbu Skarzyna – stary ród wywodzący się z Würzburga we Frankonii, związany silnie z historią Pomorza, gdzie wielu Weyherów piastowało od XV do XVII wieku ważne funkcje administracyjne. Najbardziej znanymi postaciami rodu byli: 
Ernest Wejher (ok. 1517–1598), starosta pucki, wojewoda chełmiński,
Jan Jakub Wejher (syn poprzedniego) (1580–1626), starosta pucki.
Jakub Weiher (syn poprzedniego) (1609–1657), kasztelan chełmiński, wojewoda malborski, założył miasto Wejherowo, fundator Kalwarii Wejherowskiej.

## Pisownia nazwiska
Nazwisko w pisowni "Weyher" zatrzymali żyjący potomkowie w linii prostej i po mieczu Mikołaja Weihera, książęcego starosty Słupska. Z czasem ta pierwotna forma ewoluowała, dając najrozmaitsze pochodne: Wejher, Wejer, Weyher, Waier, czasem nawet mylnie Weicher, Weichert itp. W poniższym omówieniu użyta zostanie ta forma nazwiska, która przeważa w dokumentach różnych okresów, a więc Weiher. Należy jednak pamiętać, że polska linia Weiherów niejednokrotnie używała nazwiska Weyher dla podkreślenia swej odrębności od linii niemieckiej, zwłaszcza w czasach wojen i zaborów.

## Historia najwcześniejsza
Prasiedziba rodu znajdowała się w Würzburgu, we Frankonii (Niemcy). W 1190 r. jeden z Weiherów został pasowany na rycerza przez cesarza Fryderyka I Barbarossę. Jeden z jego potomków zawędrował na Pomorze. Był to Dietrich Weiher (Teodoryk Weiher), który w 1373 roku otrzymał od wielkiego mistrza Winricha von Kniprode lenno w postaci Łeby w ziemi lęborsko-bytowskiej, będącej w owym czasie w rękach krzyżackich. 
W okresie wojny trzynastoletniej Hans Weiher był podobno sprzymierzeńcem Krzyżaków. W drugiej połowie XV wieku, gdy ziemia lęborsko-bytowska przeszła w ręce książąt pomorskich, Weiherowie zajmowali już wiele ważnych stanowisk.